# 악의 도시
악의 도시는 2025년 6월 20일에 개봉 예정인 대한민국의 스릴러 영화로, 현우성이 감독을 맡았고, 한채영, 장의수, 김혜은, 배재원, 이경민, 문정기가 출연했다.

## 시놉시스
인간을 믿는 자, 믿지 못하는 자
그리고 인간을 이용하는 자
인간의 선한 마음을 믿는 스타 강사 ‘유정’은 자신에게 호감을 표현하는
사교성 좋은 사업가 ‘선희’를 만난다.
‘유정’은 가정을 지키기 위해 ‘선희’와 거리를 두려고 하지만
그날 밤, 전혀 예상치 못한 사건이 발생하고, ‘선희’의 태도는 완전히 달라진다.
모든 것이 급변한 그 순간, ‘유정’은 자신도 모르게 깊은 함정 속으로 끌려 들어간다.
‘유정’의 친한 동생이자 인간을 쉽게 믿지 않는 ‘강수’는,
두 사람의 심상치 않은 분위기를 감지하고 예의주시한다.
특히, ‘선희’가 주는 꺼림칙한 느낌은 점점 불길한 예감을 강하게 만드는데…

## 등장인물
- 현우성 : 선희 역
- 한채영 : 유정 역
- 장의수 : 강수 역
- 김혜은 : 그레이스 역
- 배재원 : 정호 역
- 이경민 : 게임남 2 역
- 문정기 : 차대출남 역
- 우희진 : 강수 어머니 역

## 참고 사항
- 감독 현우성은 자신의 영화를 '범죄 예방 영화'라고 표현했다.[1]